# Occsoda palgjonhan haru
A Occsoda palgjonhan haru (hangul: 어쩌다 발견한 하루, RR: Eojjeoda Balgyeonhan Haru), angol címén Extraordinary You, 2019-ben bemutatott dél-koreai televíziós sorozat, melyet az MBC csatorna vetített Kim Hjejun (Kim Hye-yoon), Roun (Rowoon), I Dzseuk (Lee Jae-wook), I Naun (Lee Na-eun), Csong Gondzsu (Jeong Geon-ju), Kim Jongde (Kim Young-dae) és I Theri (Lee Tae-ri) főszereplésével.

## Szereplők
- Kim Hjejun (Kim Hye-yoon): Un Dano (Eun Dan-oh)
- Roun (Rowoon): Haru (Ha-roo)
- I Dzseuk (Lee Jae-wook): Pek Kjong (Baek Kyung)
- I Naun (Lee Na-eun): Jo Dzsuda (Yeo Joo-da)
- Csong Gondzsu (Jeong Geon-ju): I Dohva (Lee Do-hwa)
- Kim Jongde (Kim Young-dae): O Namdzsu (Oh Nam-joo)
- I Theri (Lee Tae-ri): Csinmicshe / Kum Dzsinmi (Jinmichae / Geum Jin-mi )

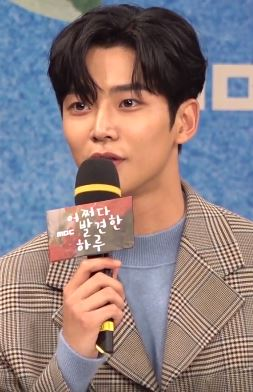
Roun (Rowoon)
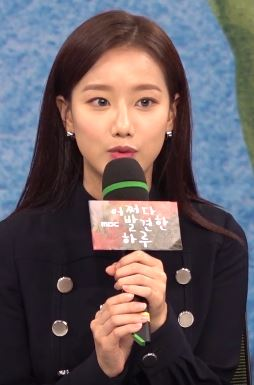
I Naun (Lee Na-eun)
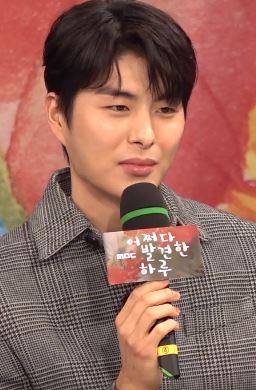
Csong Gondzsu (Jeong Geon-ju)
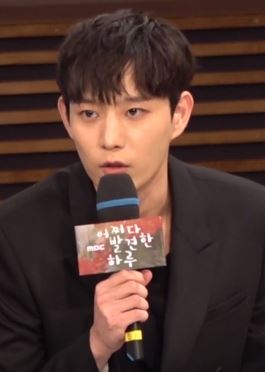
Kim Jongde (Kim Young-dae)